# Basilica di Sant'Aurea

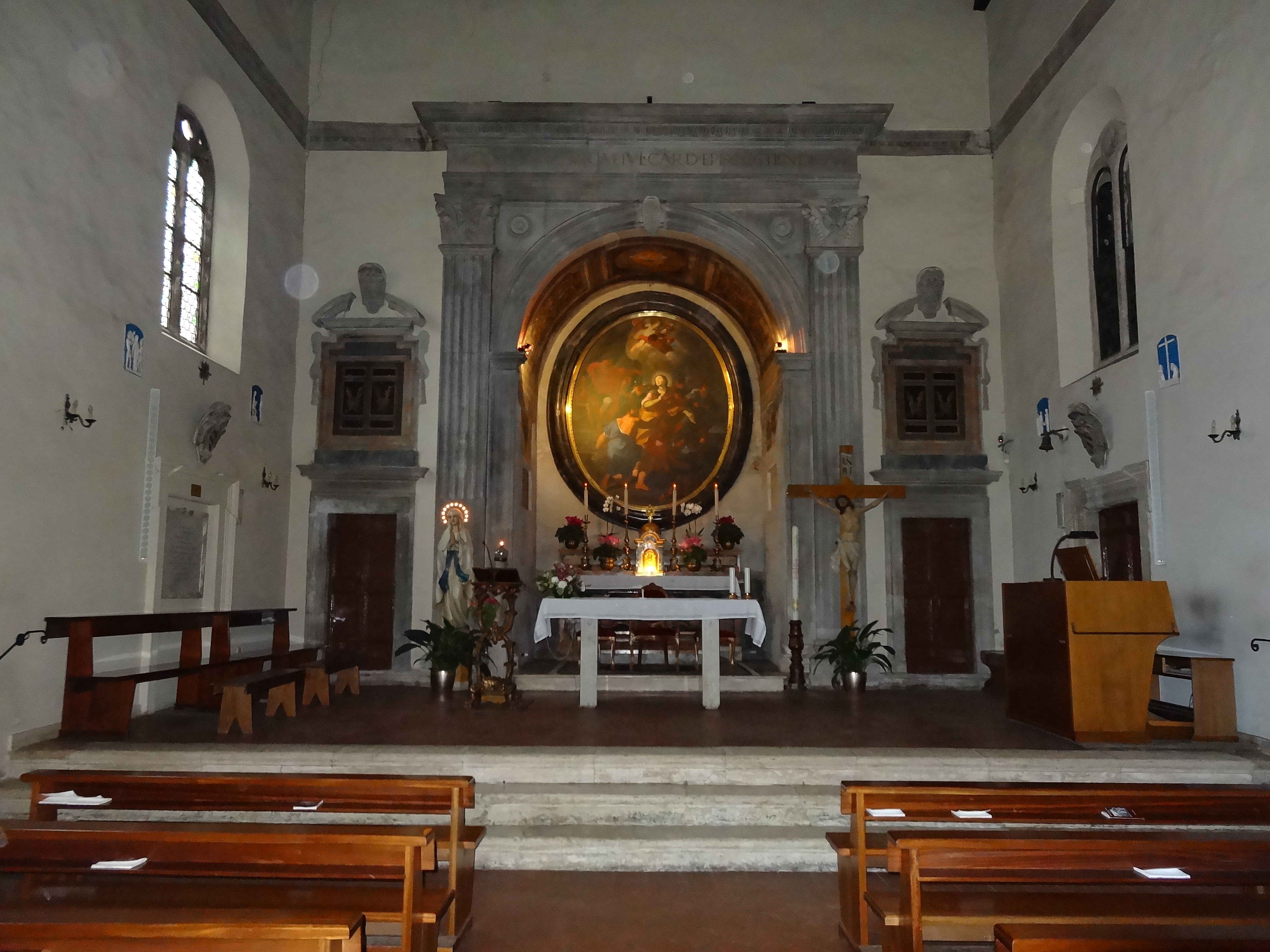
L'interno

La basilica di Sant'Aurea è un luogo di culto cattolico di Roma nella zona Ostia Antica, nella piazza dell'antico borgo medievale. È la cattedrale della diocesi suburbicaria di Ostia, dal 1966 affidata in amministrazione al vicario della diocesi di Roma.

## Storia
La chiesa viene menzionata una prima volta in relazione ai lavori di restauro voluti a metà dell’VIII secolo da Papa Sergio II.
La chiesa fu quindi ricostruita alla fine del XV secolo, per volontà del cardinale francese Guglielmo d'Estouteville, e completata dal cardinale Giuliano della Rovere, futuro papa Giulio II. I lavori di costruzione furono affidati a Baccio Pontelli, a cui si deve anche la costruzione dell'adiacente fortezza, che diede alla chiesa un orientamento opposto, che invece risale ai tempi della costruzione della piazza della Rocca. È incerta l'esistenza di una preesistente chiesa paleocristiana.
Secondo la tradizione sant'Aurea di Ostia, patrona della città di Ostia, fu sepolta nelle vicinanze della chiesa, mentre sul luogo stesso dell'edificio sacro trovò sepoltura santa Monica, la madre di sant'Agostino, i cui resti furono in seguito traslati a Roma.

## Descrizione
L'interno della basilica si presenta a un'unica navata, con soffitto a capriate, e illuminata da un rosone e finestre bifore del Quattrocento che ornano la facciata. Sulla destra è posta la cappella di santa Monica, ove è conservata una lapide sepolcrale, scoperta nei pressi della chiesa nel 1945, che ricorda il culto antico verso il corpo della santa che qui era conservato. Nella stessa cappella è conservata la tela Estasi di santa Monica attribuita a Pietro da Cortona.
L'abside è introdotta da un arco trionfale costituito da marmi di spoglio e decorato con affreschi del XVI secolo. L'altare moderno è impreziosito da due bassorilievi quattrocenteschi. Le tre pale d'altare sono del Seicento. La pala d'altare opera di Andrea Sacchi inserita in un ovale raffigura il Martirio di santa Aurea.
La basilica, parrocchia fin dall'epoca paleocristiana, è sede di un titolo cardinalizio episcopale assegnato dal XII secolo al decano del collegio cardinalizio.